# Bisdom Mbalmayo

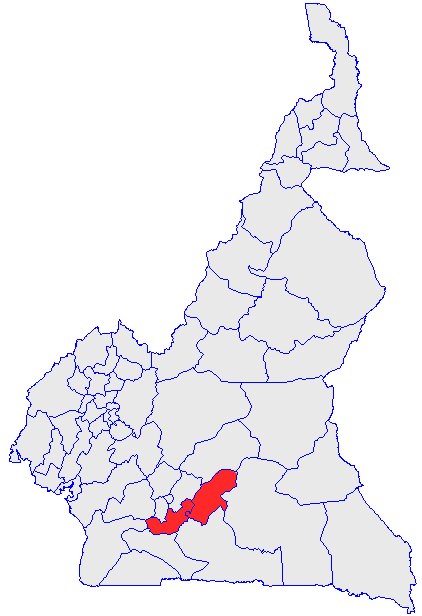
Het bisdom (rood) binnen Kameroen

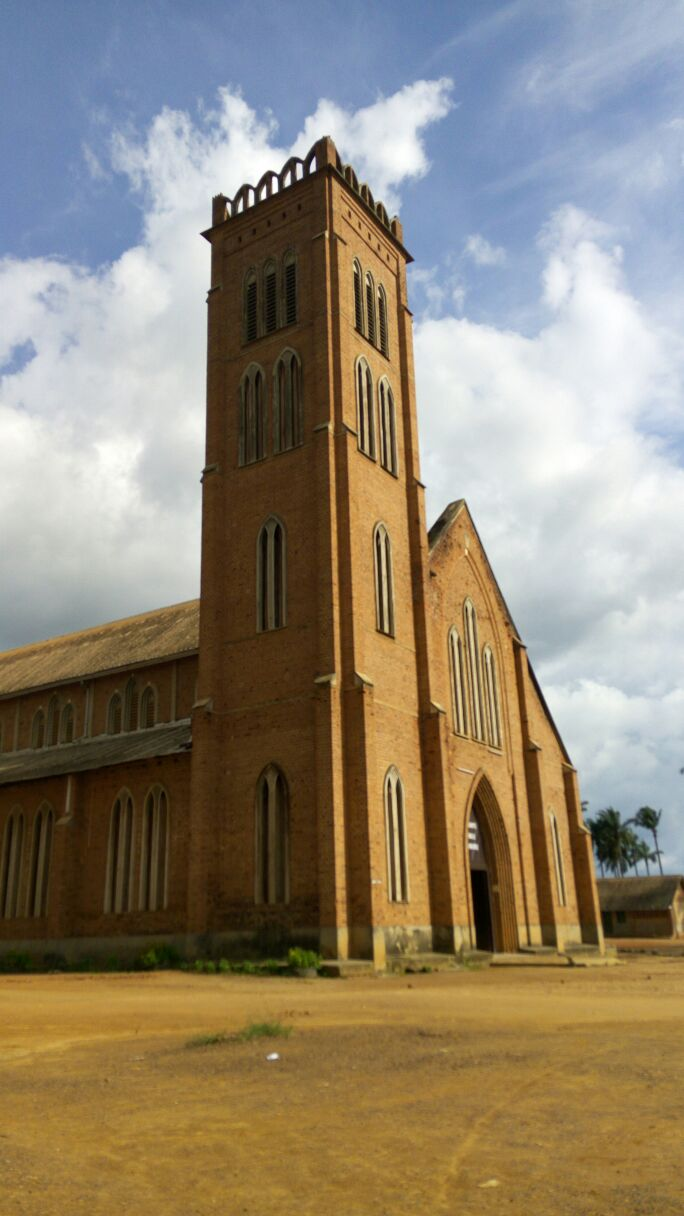
Kathedraal van de Heilige Rozenkrans in Mbalmayo

Het bisdom Mbalmayo (Latijn: Dioecesis Mbalmayoensis) is een rooms-katholiek bisdom met als zetel Mbalmayo in Kameroen. Het bisdom is suffragaan aan het aartsbisdom Yaoundé en werd opgericht in 1961. Hoofdkerk is de kathedraal van de Heilige Rozenkrans.
In 2019 telde het bisdom 92 parochies. Het bisdom heeft een oppervlakte van 9.753 km2 en omvat de departementen Nyong-et-So’o en Nyong-et-Mfoumou, beide in de regio Centre. Het bisdom telde in 2019 396.000 inwoners waarvan 53,5% rooms-katholiek was.

## Bisschoppen
- Paul Etoga (1961-1987)
- Adalbert Ndzana (1987-2016)
- Joseph-Marie Ndi-Okalla (2016-)